# Torsten Lindberg
Pour les articles homonymes, voir Lindberg.
Torsten Gustav Adolf Lindberg, né le 14 avril 1917 à Nässjö et mort le 31 août 2009 à Malmö, est un footballeur international suédois ayant évolué au poste de gardien de but ainsi qu'un entraîneur de football.

## Carrière
Lindberg évolue dans les années 1930 aux clubs du Husqvarna IF, de l'IK Tord, et de l'Örgryte IS avant de rejoindre en 1940 l'IFK Norrköping où il termine sa carrière en 1953. Il remporte six titres de champion de Suède et deux Coupes de Suède entre 1943 et 1952. Il compte aussi dix-neuf sélections pour l'équipe de Suède entre 1947 et 1951, ne marquant aucun but. Il remporte la médaille d'or des Jeux olympiques de 1948 et termine troisième de la Coupe du monde de football de 1950. 
Il devient ensuite entraîneur de l'IFK Norrköping de 1952 à 1953, puis sélectionneur adjoint de la sélection suédoise en 1958. Après deux titres avec le Djurgårdens IF et une saison à l'AIK Solna, il prend sa retraite.
Il est le dernier survivant des champions olympiques 1948 avant sa mort à l'âge de 92 ans, le 31 août 2009.

## Palmarès

### Palmarès de joueur
Avec l'équipe de Suède de football
- Champion olympique de football en 1948.
- Troisième de la Coupe du monde de football de 1950.

Avec l'IFK Norrköping
- Vainqueur du Championnat de Suède en 1943, 1945, 1946, 1947, 1948 et 1952.
- Vainqueur de la Coupe de Suède en 1943 et 1945.

### Palmarès d'entraîneur
Avec l'équipe de Suède de football (adjoint)
- Vice-champion du monde en 1958.

Avec le Djurgårdens IF
- Vainqueur du Championnat de Suède en 1964 et 1966.